# 二階堂紘嗣
二階堂 紘嗣（にかいどう ひろし、1984年 - ）は日本の小説家。ライトノベル作家。神奈川県横須賀市在住。
2008年、『不機嫌な悪魔とおしゃべりなカラスと』で第4回MF文庫Jライトノベル新人賞佳作を受賞し、同年これを改題した『ナインの契約書』でデビュー。

## 主な著作
ナインの契約書シリーズ（MF文庫J、イラスト：山本ケイジ）
- ナインの契約書 -Public Enemy Number91- （2008年11月25日）
- ナインの契約書Ⅱ -The first day of last days- （2009年2月25日）
- ナインの契約書Ⅲ -Sympathy for the devil- （2009年5月25日）

D-breakerシリーズ（MF文庫J、イラスト：フルーツパンチ）
- D-breaker （2009年12月25日）
- D-breaker2 （2010年3月25日）
- D-breaker3 （2010年6月25日）

あまとう！シリーズ（MF文庫J、イラスト：▽）
- あまとう！ 七瀬甘るりに不合格祈願（2011年12月22日）
- あまとう！2 試験によくでる七瀬甘るり（2012年3月23日）
- あまとう！3 七瀬甘るりは不在につき（2012年5月25日）

偽悪の王シリーズ（MF文庫J、イラスト：vane）
- 偽悪の王 Blade, Blaze and Sweet Ballade （2013年4月25日）
- 偽悪の王#2 Guns, Grunge and Lost Gemini （2013年8月23日）
- 偽悪の王#3 Trash, Trick and Jet-Black Traitors（2013年12月21日）

俺が主人公じゃなかった頃の話をするシリーズ（MF文庫J、イラスト：館川まこ）
- 俺が主人公じゃなかった頃の話をする part1, 一条ありすがメインヒロインな件 （2013年6月25日）
- 俺が主人公じゃなかった頃の話をする part2, なにやらヒロインが増殖している件 （2013年10月25日）
- 俺が主人公じゃなかった頃の話をする part3, なぜか選択肢がでている件（2014年2月25日）
- 俺が主人公じゃなかった頃の話をする part4, ヒーローの条件について考えてみた件（2014年6月25日）
- 俺が主人公じゃなかった頃の話をする part5, ラスボスにジョブチェンジしちゃった件（2014年10月24日）

失楽ノアシリーズ（講談社ラノベ文庫、イラスト：ふーみ）
- 失楽ノア（2015年7月2日）
- 失楽ノア2（2015年12月29日）